# 戴維師
戴維師（1505年—？），字秉文，浙江紹興府蕭山縣人，竈籍，明朝政治人物。

## 生平
嘉靖十年（1531年）辛卯科浙江鄉試第四十三名舉人。嘉靖十七年（1538年）中式戊戌科會試第二百五十二名，登第三甲第一百名進士。授中书舍人，二十一年五月选授山东道試監察御史，十月實授，二十二年四月因擅自笞打兵马指挥郑思贤、金夏，损其牙牌，被降职为江西布政司都事，遷福建都轉運鹽使司副使。

## 家族
曾祖戴仲儒；祖父戴民舉；父戴光，府通判。母高氏。具庆下。